# Petit-Couronne
Petit-Couronne là một xã thuộc tỉnh Seine-Maritime trong vùng Normandie miền bắc nước Pháp.

### Huy hiệu
| Arms of Petit-Couronne | The arms of Petit-Couronne are blazoned: Azure, an anchor argent surmounted by 2 torches in saltire Or, and on a chief wavy azure fimbriatd argent, 3 lions heads erased gules. (created 1986) Bản mẫu:TinctureViolation |

## Dân số
| 1962                                 | 1968 | 1975 | 1982 | 1990 | 1999 | 2006 |
| ------------------------------------ | ---- | ---- | ---- | ---- | ---- | ---- |
| 3901                                 | 4861 | 5686 | 6340 | 8122 | 8621 | 8775 |
| Từ năm 1962: Dân số không tính trùng |      |      |      |      |      |      |

## Thành phố kết nghĩa
- Ahlem, Hanover, Đức
- Beccles, Anh
- Vila Verde, Bồ Đào Nha